# Robert Wilson Gibbes
Aquest autor és citat en taxonomia animal amb el nom «Gibbes».
Robert Wilson Gibbes (nascut a Charleston, Carolina del Sud, el 8 de juliol del 1809 – mort el 15 d'octubre del 1866 a Columbia) va ser un naturalista i metge estatunidenc,fill de l'advocat William Hasell Gibbes i de Mary Wilson. El 1827 es va graduar a la Universitat de Carolina del Sud, on va esdevenir més tard catedràtic ajudant de geologia i química.
Després d'estudiar medicina a Filadèlfia, va obrir una consulta mèdica a Columbia. El 1827 es va casar amb Caroline Guignard, amb qui va tenir dotze infants. També estava interessat en l'estudi de fòssils, i el seu estudi se centrà principalment en animals prehistòrics marins, com ara mosasaures, taurons o cetacis. El 1845 descrigué l'espècie d'arqueocet Dorudon serratus. A més va tenir una col·lezcció destacable d'obres d'art i va escriure unes monografies sobre la història dels Estats Units. Durant la Guerra civil americana, fou Cirurgià General de la Confederació. Malauradament per ell, quan les tropes federals van ocupar el territori, van incendiar la seva casa i les valuades seves col·leccions d'art, minerals i fòssils.

## Obres
- Documentary History of the American Revolution: Consisting of Letters and Papers Relating to the Contest for Liberty : Chiefly in South Carolina, from Originals in the Possession of the Editor, and Other Sources, 1764-1776 (llibre electrònic gratuït) (en anglès). Reedició per The British Library (2010).  Nova York: D. Appleton & Company, 1855, p. 292.[Enllaç no actiu]